# Mer d'Enshū
La mer d'Enshū (遠州灘, Enshū-nada), est une mer ouverte sur l'océan Pacifique située au sud de la région du Chūbu, au Japon.

## Géographie
La mer d'Enshū s'étend sur environ 110 km du cap Omae à l'extrémité sud-est de la ville d'Omaezaki (préfecture de Shizuoka) jusqu'au cap Irago à l'extrémité sud-ouest de la péninsule d'Atsumi (préfecture d'Aichi). Elle est aussi définie comme une étendue d'eau plus large qui s'étend sur environ 180 km du cap Daiō dans le sud-est de la péninsule de Kii (préfecture de Mie) au cap Irō au sud de la péninsule d'Izu.
Cette mer balaie la côte sud de la préfecture de Shizuoka, une longue plage sableuse presque ininterrompue du cap Irago jusqu'au cap Omae à Omaezaki.
Non loin du port d'Akabane, s'étend sur 3 km la plage d'Akabane, prisée des surfeurs et surnommée « Long Beach ».
Cette mer est balayée par le courant de Kuroshio, second plus grand courant marin au monde, après le Gulf Stream.
Dans sa grande longueur, elle prolonge les deux baies d'Ise et de Suruga.

## Hydronymie
La mer d'Enshū doit son nom à une ancienne province du Japon : la province de Tōtōmi aussi appelée province d'Enshū.

## Principales villes
Les villes suivantes ont une côte au bord de la mer d'Enshū :
- Dans la préfecture de Mie :
  - Shima ;
  - Toba ;
- Dans la préfecture d'Aichi :
  - Tahara ;
  - Toyohashi ;
- Dans la préfecture de Shizuoka :
  - Kosai ;
  - Hamamatsu ;
  - Iwata ;
  - Omaezaki ;
  - Kakegawa.

## Principaux cours d'eau
Dans la préfecture de Shizuoka, les fleuves Tenryū, Ōta et Magome ont tous comme embouchure la mer d'Enshū. Et le lac Hamana, situé à Hamamatsu, est ouvert sur cette mer.

## Centrale nucléaire
La centrale nucléaire de Hamaoka est construite au bord de la mer d'Enshū dans la ville d'Omaezaki.